# Andrin Hunziker
Andrin Hunziker (* 21. Februar 2003 in Basel) ist ein Schweizer Fussballspieler, der aktuell als Leihspieler des FC Basel beim FC Winterthur unter Vertrag steht.

## Karriere

### Verein
Hunziker begann seine Laufbahn beim FC Therwil, bevor er in die Jugend des FC Basel wechselte. Am 27. Februar 2021, dem 22. Spieltag, gab er beim 1:3 gegen den FC St. Gallen sein Debüt für die erste Mannschaft in der erstklassigen Super League, als er in der 70. Minute für Darian Males eingewechselt wurde. Bis Saisonende kam er zu vier Einsätzen in der höchsten Schweizer Spielklasse. Im Juni 2021 unterschrieb er einen Profivertrag bis 2025 beim FCB. 2022 wurde er an den FC Aarau und 2024 für ein Jahr an den Karlsruher SC ausgeliehen. Im Juli 2025 folgte eine weitere Leihe zum FC Winterthur.

### Nationalmannschaft
Hunziker absolvierte bislang insgesamt dreizehn Partien für Schweizer U-Nationalmannschaften, in denen er drei Tore erzielte.